# Centurie
Centurie – album zespołu Abraxas wydany w 1998 roku nakładem wytwórni Metal Mind Productions.

## Lista utworów
1. „Spiritus Flat Ubi Vult” – 3:27
2. „Michel De Nostredame - Mistrz z Salon” – 6:47
3. „Velvet” – 4:07
4. „Excalibur” – 7:44
5. „Kuźnia” – 1:49
6. „Czakramy” – 10:25
7. „Pokuszenie” – 12:00
8. „Nantalomba” – 4:21

## Twórcy
- Marcin Błaszczyk - instrumenty klawiszowe, flet
- Szymon Brzeziński - gitara
- Adam Łassa - śpiew
- Marcin Mak - perkusja
- Rafał Ratajczak - gitara basowa

- Magdalena Krawczyk - śpiew
- Maria Napiwodzka - obój